# 1968년 뉴욕 영화 비평가 협회상
제34회 뉴욕 영화 비평가 협회상은 1968년 영화를 대상으로 하는 시상식이다.

## 수상 및 후보

### 작품상
- 겨울의 라이온

### 감독상
- 레이첼 레이첼 - 폴 뉴먼 수상

### 각본상
- 레드 로즈 특공대 - 로렌조 셈플 쥬니어 수상

### 여우주연상
- 레이첼 레이첼 - 조앤 우드워드 수상

### 남우주연상
- 마음은 외로운 사냥꾼 - 알란 아킨 수상

### 외국영화상
- 전쟁과 평화